# Gitan
La Gitan è stata una casa motociclistica e ciclistica (settore attivo ancora oggi) con sede a Caorso in provincia di Piacenza. La denominazione dell'azienda è l'acronimo mutuato dal nominativo del suo fondatore Gino Tansini. Per il mercato estero, a causa dell'evidente similitudine di marchio con l'azienda ciclistica francese Gitane, venne prevalentemente utilizzato il marchio Tansini.

## Storia
La Gitan comincia la sua carriera motociclistica montando motori MI-VAL. Nel 1955 comincia a costruire anche le unità motrici in proprio. Nel 1956 nasce la Gitan Grillo, un ciclomotore che sarà fondamentale nella successiva produzione dei loro "cinquantini" in quanto fu il primo modello gitan a montare un cambio a tre marce a manubrio. Il grillo è un ciclomotore di 48 cm³; viene proposto anche in versioni turistiche e sportive, è dotato di pedali e cambio a tre marce al manubrio. Del grillo escono anche una versione scooter e motocarro.
Nel 1962 viene presentato il motore a 4 rapporti, il cilindro è in ghisa, la testa in alluminio di foggia tondeggiante, il pistone ha 2 segmenti e l'albero motore ha i contrappesi a mannaia. Il cambio è a 4 rapporti, forse il primo in Italia per quanto riguarda le moto di piccola cilindrata, il cambio è a "chiavetta" con la leva a sinistra.
Nel 1963 esce la versione grillo sport con la nuova unità come sull'holiday ma che si differenzia di poco dalla versione normale. Il telaio è sempre a monoculla, il serbatoio rimane invariato ma cambiano i parafanghi e il sellino che diventa lungo e anche dalle borse posteriore e i fregi che pendo dalle manopole in stile americano, il motore cambia solo per il gruppo termico. Esce anche la versione export super il quale ha il serbatoio a forma rettangolare e le forcelle a molle scoperte. Anche qua cambia il gruppo termico, di maggiori dimensioni ma il resto rimane invariato.
Al salone di Milano del 1969 viene presentata la versione cross, holiday cross, che può vantare rispetto agli altri una forcella.